# Divette (Oise)
Die Divette ist ein kleiner Fluss im Norden von Frankreich, der im Département Oise der Region Hauts-de-France südwestlich der Stadt Saint-Quentin verläuft.

## Geografie

### Verlauf
Die Divette entspringt im Gemeindegebiet von Plessis-de-Roye, entwässert mit einem Bogen über Nord generell Richtung Ostsüdost durch mehrere Feuchtgebiete und mündet nach rund 15 Kilometern im südwestlichen Gemeindegebiet von Pont-l’Évêque als rechter Nebenfluss in die Oise. Im Mündungsabschnitt quert die Divette knapp hintereinander die hier Autobahn-ähnlich ausgebaute ehemalige Nationalstraße N32, die Bahnstrecke Creil–Jeumont und den Schifffahrtskanal Canal latéral à l’Oise.

### Orte am Fluss
(Reihenfolge in Fließrichtung)
- Plessis-de-Roye
- Lassigny
- Dives
- Cuy
- Thiescourt
- Évricourt
- Cannectancourt
- Ville
- Passel